# Покровский собор (Боровск)
Собо́р Покрова Пресвято́й Богоро́дицы (Покро́вский собо́р) — старообрядческий православный храм в городе Боровске Калужской области. Относится к Московской епархии Русской православной старообрядческой церкви. Крупнейший храм в городе.

## История

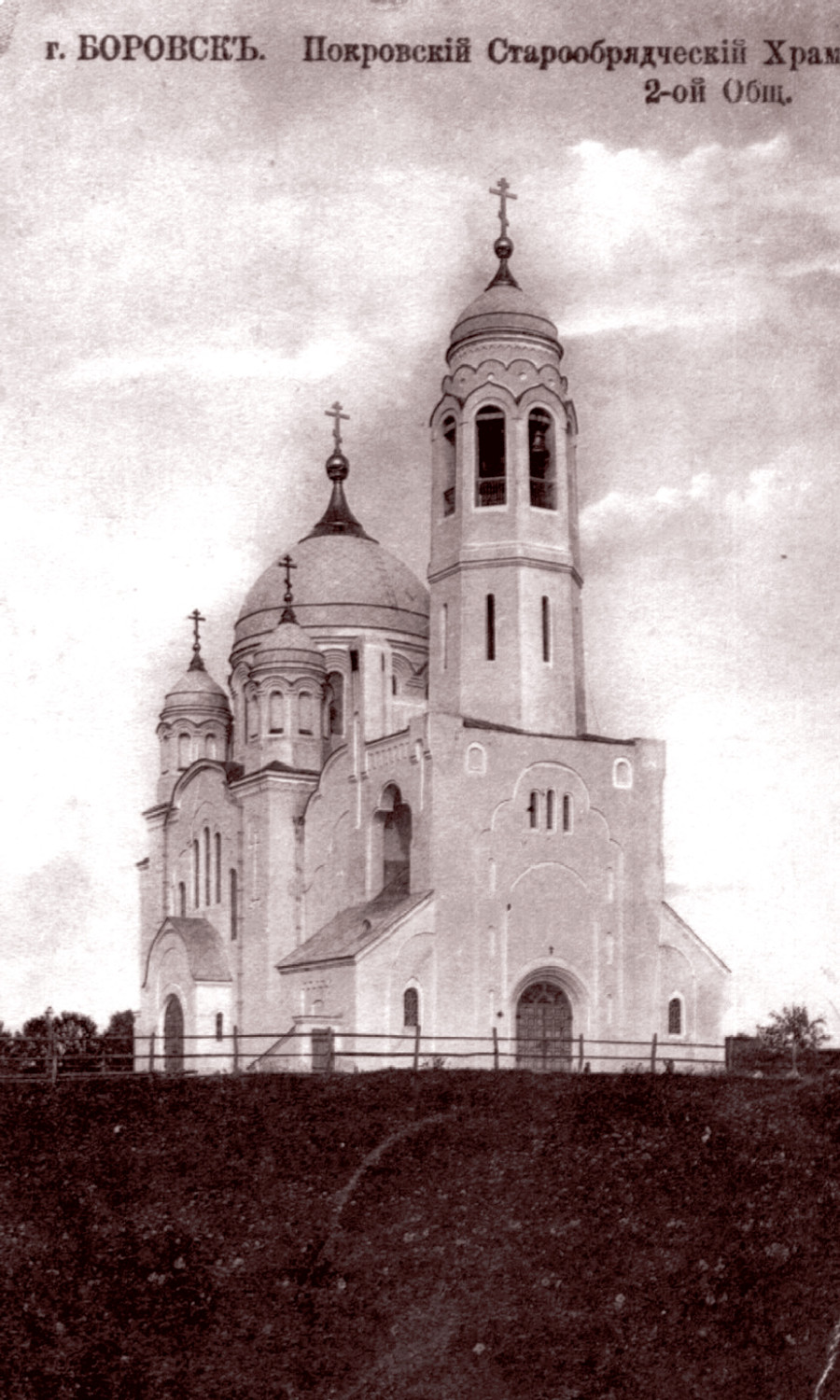
Храм в 1910 году

2 апреля 1909 года на собрании прихожан была зарегистрирована давно существовавшая община и проведена подписка на постройку храма. Главными жертвователями были богатые предприниматели Ждановы, внесшие 25 тыс. руб., а также члены общины Е. Е. Шевелев, И. А. Головтеев, П. М. Шестов. Проект составил архитектор Николай Омелюстый.
Освящение храма Покрова Пресвятой Богородицы 2-й общины состоялось 18 июня 1912 года. В журнальной заметке описание храма сопровождается эпитетом «великолепный». Освящали его два архиерея: неокружнический епископ Калужский Иоасаф и вновь рукоположенный на Москву Конон. Из священников были: местные протоиерей Иоанн Щедрин и священник Александр Соколов, приезжие священники Лев молоковский, Иоанн московский, Стефан чулковский и архидиакон Феодор Осетров. Всенощное бдение и литургию пел свой местный хор. Вокруг храма был совершён крестный ход, с хоругвями, запрестольными и местными иконами. После крестного хода последовало архиерейское облачение местного епископа Иоасафа. На освящение были приглашены также и принадлежащие к пастве архиепископа Иоанна; были и последователи «господствующей церкви», и светские официальные лица: судебный следователь, член окружного суда, воинский начальник, бывший исправник, городской голова и надзиратели частей города.
Закрыт в 1929 году, долгие годы использовался как гараж. В советские годы святыня сильно пострадала, по фундаменту пошли трещины. Но даже в полуразрушенном состоянии он продолжал оставаться украшением Боровска.
В 1998 году передан старообрядческой общине, с 2005 года при нём создана старообрядческая иноческая женская община святой исповедницы Феодоры (Морозовой), основу которой составили бывшие насельницы Троицкого Белопесоцкого монастыря, перешедшие в старообрядчество в 2004 году. После этого началось медленное восстановление храма. Только 23 апреля 2014 года завершилась полугодовая реставрация центрального купола и состоялось поднятие на него креста.  В 2007 году община фактически отделилась от РПСЦ и называлась Боровским Покровским монастырём. В феврале 2016 года Освященный собор РПСЦ приказал инокиням покинуть Покровский собор, что они сделали 25 февраля того же года.
4 декабря 2017 года посетивший в Боровск митрополит Корнилий (Титов) на встрече с главой Боровского района Анатолием Васильевичем Бельским и главой администрации города Ильей Борисовичем Веселовым в том числе обсуждалась реставрация Покровского собора, который является памятником архитектуры.
В 2018 году расчистили территорию вокруг, создали новый сквер со стелой «Город воинской доблести» рядом с храмом. В храм стали водить экскурсии. 30 сентября 2018 года на храм были воздвигнуты последние два креста. Освящение крестов совершил настоятель храма протоиерей Артемон Шендригайлов. Месяцем ранее были подняты кресты на южные главки четверика. Освящение крестов состоялось при стечении христиан боровской общины и гостей.